# 비트겐슈타인 (밴드)
비트겐슈타인(독일어: Wittgenstein)은 대한민국의 록 밴드이다.
97년 넥스트가 잠시 해체된 후 신해철이 새롭게 결성한 밴드로 2000년 《Theatre Wittgenstein: Part 1 - A Man's Life》을 발매하였다. '한국이라는 사회에서 남자로 산다는 것'이라는 주제로 총 4부로 구성된 이 앨범은 뉴욕의 한 홈 스튜디오에서 작업을 진행하였다. 프로젝트 성격의 밴드이며, 이후 기타리스트 데빈은 신해철과 함께 재결성된 넥스트에 합류하였고, 키보디스트인 임형빈은 2002년 빈크(Vink)라는 이름으로 솔로 데뷔앨범 《This Is Da Vink》를 발표하였다.

## 발매 앨범
- Theatre Wittgenstein: Part 1 - A Man's Life (2000)